# Culture atestine
Subdivisions
4 phases
Objets typiques
Art des situles

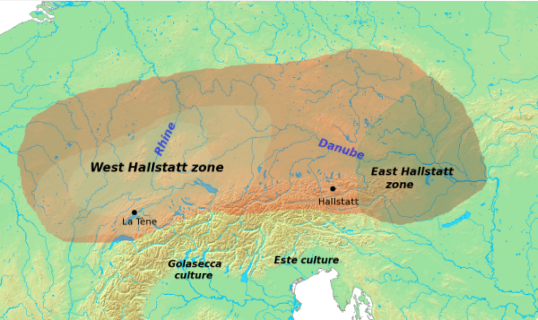
Localisation de la culture atestine, au sud de la culture de Hallstatt

La culture atestine, ou culture d'Este, est une culture archéologique de l'Âge du fer qui s'est développée au Ier millénaire av. J.-C. en Vénétie, dans le nord de l'Italie. Elle est précédée par la culture protovillanovienne, plus étendue, et s'achève par son absorption dans l'Empire romain.

## Historique
Son nom est issu du nom latin d'Este (Ateste), une commune de la province de Padoue, en Vénétie, où un site archéologique proto-urbain est considéré comme étant le principal foyer de cette culture, par son abondante production métallurgique. Cette culture est parfois nommée « culture des Situles », du nom d'objets typiques de sa production.

## Aire géographique
L'aire de la culture atestine correspond à la Vénétie actuelle, à l'est de la culture de Golasecca (Lombardie), au nord de la culture de Villanova (Émilie-Romagne) et au sud de la culture de Hallstatt (Nord des Alpes).

## Chronologie
La culture atestine s'étend du IXe au IIe siècle av. J.-C. Les archéologues distinguent quatre phases : Este I (de 900 à 750 av. J.-C.), Este II (de 750 à 575), Este III (de 575 à 350) et Este IV (de 350 à 182), qui montre des influences celtiques. 
L'évolution du travail du bronze peut être suivie à Este du VIIe à la fin du IVe siècle av. J.-C. La culture atestine a survécu aux invasions gauloises, jusqu'à son absorption par l'Empire romain,.

## Archéologie

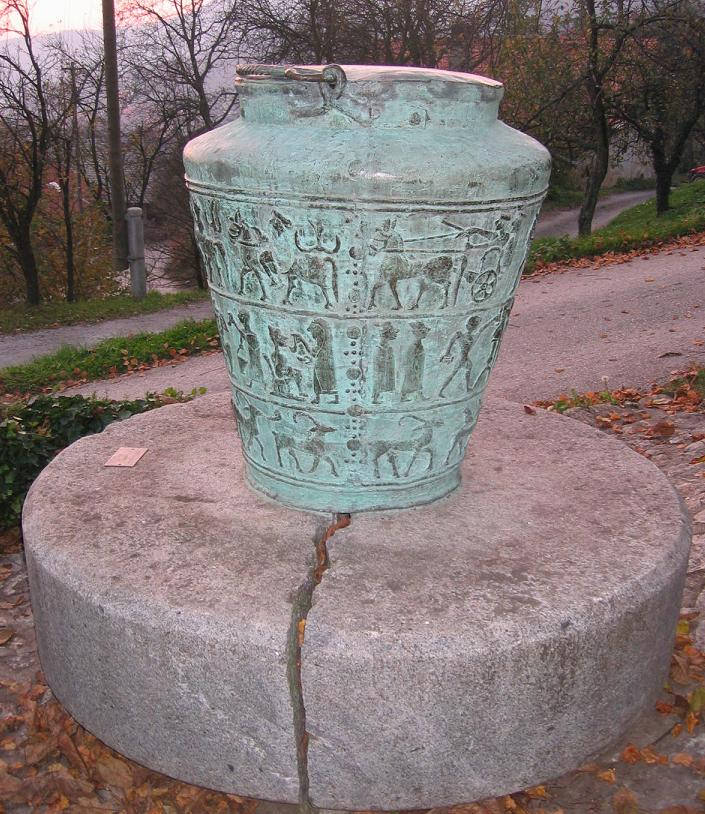
Copie d'une situle à Vače, en Slovénie.

Este était l'un des centres de production des situles. Les situles décorées d'animaux et de frises de figures humaines sont caractéristiques de cette culture. La plus ancienne est la situle Benvenuti, datée d'environ 600 av. J.-C., qui présente des décors d'animaux, de végétaux et de formes géométriques, ainsi que des scènes narratives de commerce, lutte, vie rurale et guerre,.
Este avait un grand sanctuaire de la déesse Reitia et une école de scribes.
Les tombes à crémation d'Este étaient souvent accompagnées d'un riche mobilier funéraire. Les archéologues ont trouvé en sus de petites statues, outils, vases et monnaies de bronze, quelque 250 inscriptions dans la langue vénète. Bien qu'elles soient très courtes, elles permettent d'en déduire que le vénète était une langue italique, proche du latin.
La culture atestine a été influencée par la culture des champs d'urnes et par la culture de Hallstatt. En sens inverse, elle a eu un influence artistique et technique sur la culture de Hallstatt au nord et sur les Étrusques au sud.